# Paraleuctra vershina
Paraleuctra vershina is een steenvlieg uit de familie naaldsteenvliegen (Leuctridae). De wetenschappelijke naam van de soort is voor het eerst geldig gepubliceerd in 1974 door Gaufin & Ricker.